# NGC 4522

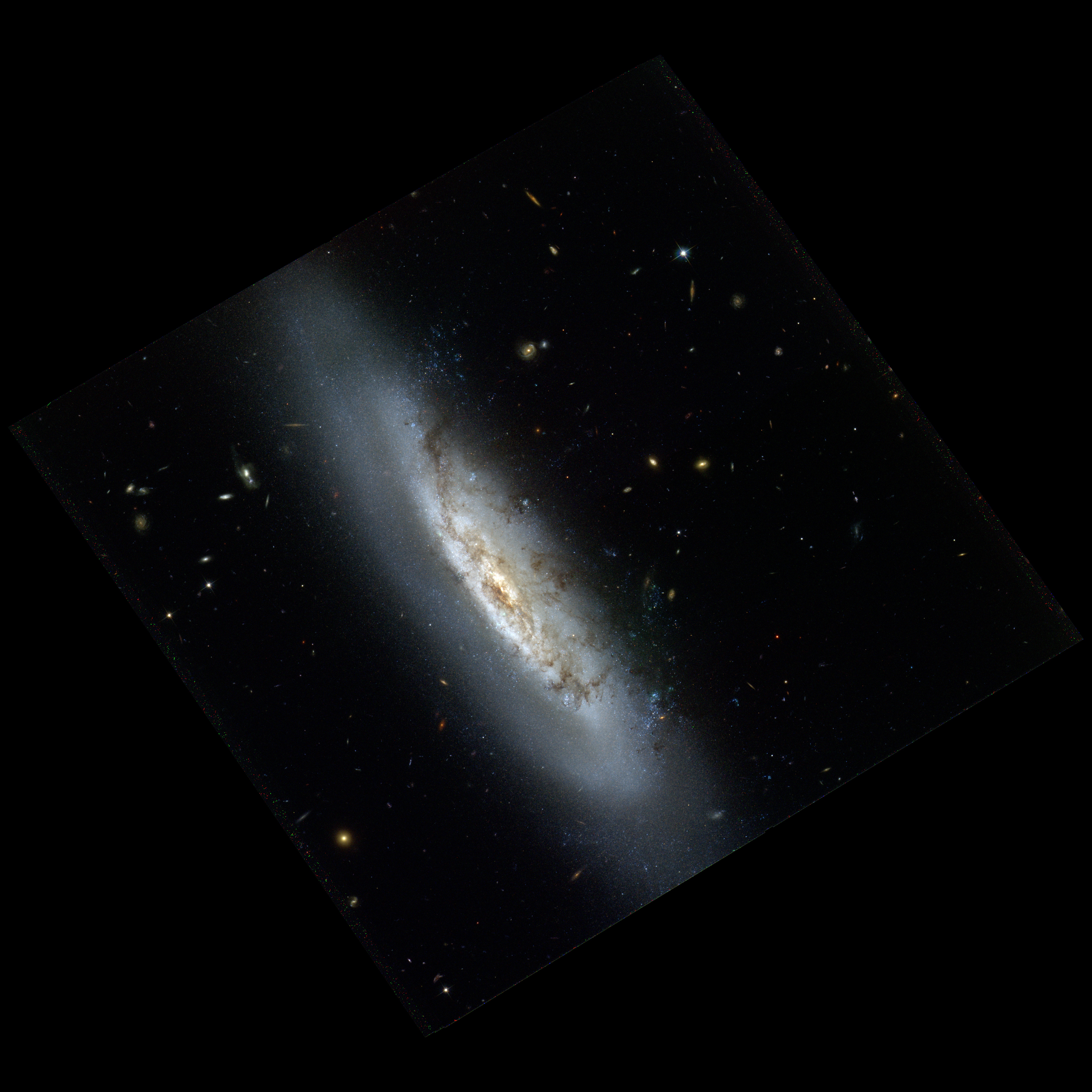
NGC 4522 (Telescopio spaziale Hubble)

NGC 4522 è una galassia a spirale barrata situata in direzione della costellazione della Vergine alla distanza di circa 60 milioni di anni luce.
La galassia fa parte dell'Ammasso della Vergine all'interno del quale si muove ad alta velocità raggiungendo i 10 milioni di km/h. Ciò determina la massiccia dispersione di gas nello spazio intergalattico dell'ammasso.
Regioni H II sono quasi del tutto assenti nella galassia, mentre sono rilevabili nel gas disperso.